# Lengdorf
Lengdorf ist eine Gemeinde im oberbayerischen Landkreis Erding.

## Geografie

### Geografische Lage

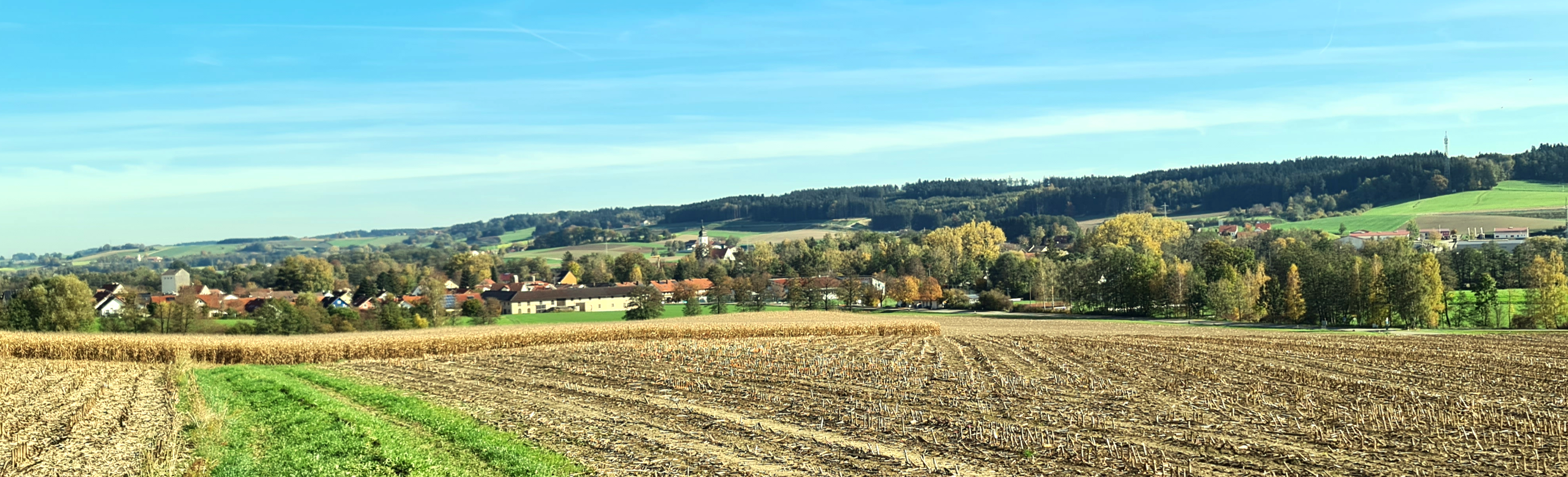
Gesamtansicht von Lengdorf, von Hauzenöd aus

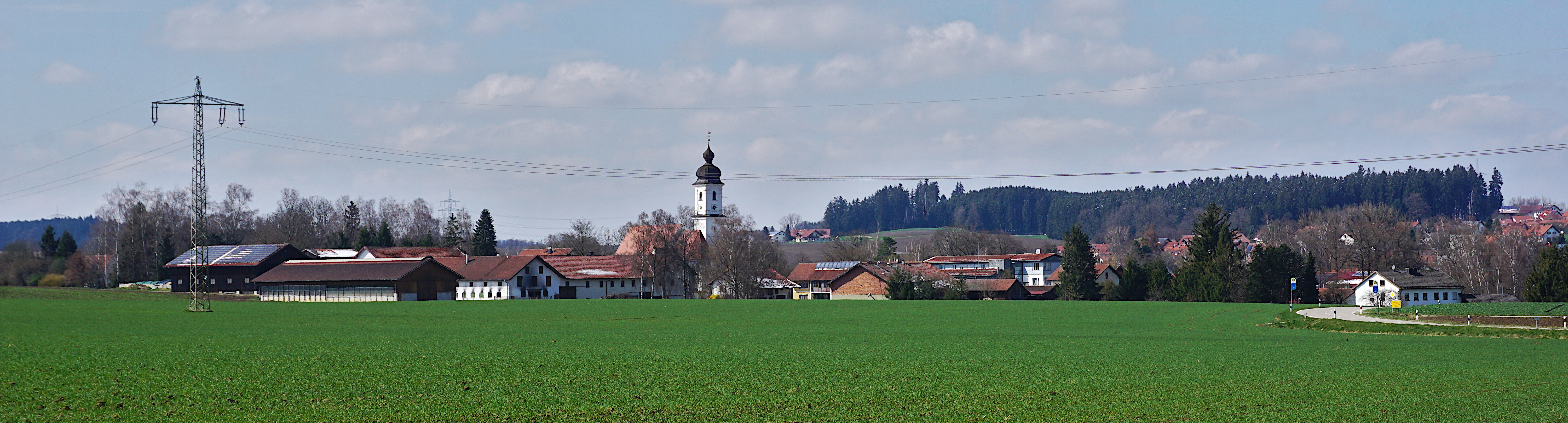
Blick auf den Südosten von Lengdorf (Ortskern)

Die Gemeinde liegt in der Region München im Tal der Isen etwa neun Kilometer westlich von Dorfen, 24 km nördlich von Ebersberg, 14 km südöstlich von Erding sowie 28 km vom Flughafen München entfernt. In die Landeshauptstadt München sind es über die nahe gelegene A 94 rund 41 km.
Nördlich des Hauptortes durchquert auf Höhe des Ortes Thann die Bahnstrecke München–Simbach die Gemeinde in West-Ost-Richtung.
Südlich der Einöde Seeon entspringt die Große Vils, die in nordöstlicher Richtung nach Taufkirchen fließt.

### Gemeindegliederung
Es gibt 56 Gemeindeteile:
- Au
- Außerbittlbach
- Badberg
- Biberg
- Brandlengdorf
- Bruck
- Daigelspoint
- Furtarn
- Gmaind
- Göttenbach
- Graben
- Graß
- Grub
- Harnisch
- Hauzenöd
- Höhenberg
- Holnburg
- Holz
- Holzen
- Hönning
- Hundsöd
- Innerbittlbach
- Kohlwies
- Kopfsburg
- Krinning
- Kühberg
- Lacken
- Langprenning
- Lengdorf
- Liedling
- Linding
- Mairhof
- Matzbach
- Mehnbach
- Mitteröd
- Niedergeislbach
- Nodering
- Nußrain
- Obergeislbach
- Obernumberg
- Oberöd
- Penzing
- Reithal
- Schachtenseeon
- Schaftlding
- Schlairdorf
- Schröding
- Seeon
- Sollach
- Thann
- Unternumberg
- Waidach
- Weg
- Weinhackl
- Wenshof
- Wimpasing

Es gibt die Gemarkungen Lengdorf und Matzbach (Gemarkungsteil 1).

### Nachbargemeinden
- Isen
- Sankt Wolfgang
- Dorfen
- Taufkirchen (Vils)
- Bockhorn
- Walpertskirchen
- Buch am Buchrain

## Geschichte

### Bis zur Gemeindegründung
Urkundlich erwähnt wurde Lengdorf erstmals 1090. Der Ort war über 500 Jahre Teil der nahe gelegenen Hofmark Kopfsburg und ab 1682/1685 Besitz des Hochstifts Freising. Heute ist Kopfsburg ein Gemeindeteil von Lengdorf. Weitere Hofmarken bestanden in Furtarn und Bittlbach, daneben noch der Sitz Weg.
Lengdorf gehörte zum Rentamt Landshut und zum Landgericht Erding des Kurfürstentums Bayern. Der südliche Teil der Gemeinde gehörte zu den Obmannschaften Oberndorf und Göttenbach in der Herrschaft Burgrain des Hochstifts Freising. Das Hochstift wurde 1802/3 säkularisiert und gelangte an Bayern.
Im Zuge der Verwaltungsreformen in Bayern entstand mit dem Gemeindeedikt von 1818 die Gemeinde.

### Eingemeindungen
Am 1. Mai 1978 wurde im Zuge der Gemeindegebietsreform der größte Teil der aufgelösten Gemeinde Matzbach eingegliedert. Ober- und Untermailing sowie Polzing gingen an die Gemeinde Bockhorn.

### Einwohnerentwicklung
Gemäß Bayerischem Landesamt für Statistik  haben sich die Einwohnerzahlen jeweils zum 31. Dezember eines Jahres wie folgt entwickelt:
| Jahr | Einwohner |
| ---- | --------- |
| 1960 | 1931      |
| 1970 | 1973      |
| 1980 | 2089      |
| 1990 | 2178      |
| 1995 | 2221      |

| Jahr | Einwohner |
| ---- | --------- |
| 2000 | 2518      |
| 2005 | 2647      |
| 2010 | 2743      |
| 2015 | 2719      |

Seit 1972 hat sich die Einwohnerzahl bis 2015 um 711 Personen bzw. 35,41 % erhöht. Zwischen 1988 und 2018 wuchs die Gemeinde von 2057 auf 2761 um 704 Einwohner bzw. um 34,2 %.

## Politik

### Gemeinderat
Die Gemeinderatswahl 2020 ergab folgende Stimmenanteile und Sitzverteilung:
| Partei/Liste                    | %     | Sitze |
| ------------------------------- | ----- | ----- |
| CSU/Bürgerblock Lengdorf        | 47,26 | 6     |
| Freie Wähler                    | 40,09 | 6     |
| Lengdorf: Ökologisch-Sozial/SPD | 12,65 | 2     |

### Bürgermeisterin
Ehrenamtliche Erste Bürgermeisterin ist seit 1. Mai 2020 Michèle Forstmaier (Freie Wähler). Sie erreichte im ersten Wahlgang einen Stimmenanteil von 52,8 %. Deren Vorgängerin seit 2008 war Gerlinde Sigl (CSU).

### Wappen und Flagge
| Wappen Gemeinde Lengdorf | Blasonierung: „Durch einen goldenen Wellenbalken schräg geteilt von Rot und Schwarz; oben ein silberner Becher, unten eine silberne Salzkufe.“ |
| Wappen Gemeinde Lengdorf | Wappenbegründung: Die Figuren im Gemeindewappen verweisen auf die Geschichte der seit dem Mittelalter auf dem Gemeindegebiet bestehenden Hofmarken Kopfsburg, Furtarn und Bittlbach. Der Wellenschrägbalken stammt aus dem Wappen der Bittlbacher (von Puetlpach), die in der zweiten Hälfte des 13. und im 14. Jahrhundert als bischöfliche Ministerialen und Richter in Freising historisch fassbar sind. Der Becher erinnert an die Kopf von Kopfsburg, die im 12. und 13. Jahrhundert als wichtige Dienstleute der Wittelsbacher im Wartenberger Land nachweisbar sind. Die Salzkufe erinnert an die Furtarer bzw. Furtaler, die von Mitte des 14. bis Mitte des 16. Jahrhunderts mit der Geschichte des Sitzes Furtarn eng verbunden waren. Nach dem Aussterben in der männlichen Linie (1554) wurde das Wappen von den Götzengrien übernommen. Ein silberner Bottich (Salzkufe) war auch das heraldische Symbol der im 14. und 15. Jahrhundert als Richter in Erding und Dorfen belegten Langkofer von Bittlbach. Das Gemeindewappen führte bereits die alte Gemeinde Lengdorf seit 1967. Durch die Zusammenlegung mit Teilen der Gemeinde Matzbach zum 1. Mai 1978 wurde es ungültig. Dem Antrag der neuen Gemeinde Lengdorf von 1981 auf Neuannahme des früheren Wappens stimmte die Regierung von Oberbayern zu. |

Neben dem Wappen führt die Gemeinde eine Flagge mit den Farben Weiß-Rot-Gelb.

## Baudenkmäler und Bodendenkmäler
Im Ort Lengdorf selbst sind drei Objekte als Baudenkmäler ausgewiesen, darunter die Pfarrkirche St. Petrus. Im Gemeindegebiet gibt es dazu eine Reihe von Filialkirchen der Pfarrei sowie eine Anzahl von Grenzsteinen der ehem. Herrschaft Burgrain. 

## Wirtschaft und Infrastruktur

### Wirtschaft einschließlich Land- und Forstwirtschaft
2020 gab es nach der amtlichen Statistik im Bereich der Land- und Forstwirtschaft 13, im produzierenden Gewerbe 115 und im Bereich Handel und Verkehr 109 sozialversicherungspflichtig Beschäftigte am Arbeitsort. In sonstigen Wirtschaftsbereichen gab es keinen Wert. Sozialversicherungspflichtig Beschäftigte am Wohnort gab es 1275. Im verarbeitenden Gewerbe gab es zehn, im Bauhauptgewerbe vier Betriebe. Zudem bestanden im Jahr 2016 69 landwirtschaftliche Betriebe mit einer Nutzfläche von 2367 ha, davon waren 1688 ha Ackerfläche und 680 ha Dauergrünfläche.

### Verkehr
Im Gemeindeteil Thann befindet sich der Bahnhof Thann-Matzbach an der Strecke München–Mühldorf–Simbach, der unregelmäßig bedient wird. Vom 27. September 1900 bis zum 28. September 1968 (Personenverkehr) bzw. 1. Dezember 1991 (Güterverkehr) wurde ferner die über Lengdorf führende Bahnstrecke Thann-Matzbach–Haag betrieben.
Die MVV-Buslinie 567 Erding – Walpertskirchen – Lengdorf – Isen – Dorfen fährt Montag bis Freitag von 6-21h sowie Samstag von 6-19h.
Im südlichen Gemeindegebiet verläuft die am 1. Oktober 2019 eröffnete A 94 (München-Pocking), an die Lengdorf über die Anschlussstelle 14 (Lengdorf) angebunden ist. Als weitere wichtige regionale Verbindungsstraßen durchqueren die Kreisstraßen ED 14 und ED 16 Lengdorf in Ost-West-Richtung und die Kreisstraße ED 12 in Nord-Süd-Richtung.

### Bildung
Im Jahr 2020 gab es folgende Einrichtungen:
- Kindertageseinrichtungen: Zwei mit insgesamt 97 Plätzen und 96 betreuten Kindern
- Volksschule: Eine mit sieben Lehrkräften und 97 Schülern

## Persönlichkeiten
- Auguste von Faßmann (1811–1872), Opernsängerin, geboren auf Schloss Kopfburg